# Japonitata clavata
Japonitata clavata là một loài bọ cánh cứng trong họ Chrysomelidae. Loài này được Yang & Wu in Wu, Yang & Li miêu tả khoa học năm 1998.